# Dewdney (circonscription britanno-colombienne)
Pour les articles homonymes, voir Dewdney.
Circonscription électorale provinciale du Canada
Dewdney est une ancienne circonscription provinciale de la Colombie-Britannique représentée à l'Assemblée législative de la Colombie-Britannique de 1903 à 1991.

## Géographie
La circonscription comprenait les municipalités de Pitt Meadows, Maple Ridge et Mission, ainsi que la partie rurale à l'est de la rivière Harrison (en).

## Liste des députés
1903-1986
| Législature                          | Années                               | Député                               | Député                               | Parti                                |
| Dewdney Issue de Westminster-Dewdney | Dewdney Issue de Westminster-Dewdney | Dewdney Issue de Westminster-Dewdney | Dewdney Issue de Westminster-Dewdney | Dewdney Issue de Westminster-Dewdney |
| ------------------------------------ | ------------------------------------ | ------------------------------------ | ------------------------------------ | ------------------------------------ |
| 10e                                  | 1903–1907                            |                                      | Richard McBride                      | Conservateur                         |
| 11e                                  | 1907–1907                            |                                      | Richard McBride                      | Conservateur                         |
| 11e                                  | 1907-1909                            |                                      | William J. Manson                    | Conservateur                         |
| 12e                                  | 1909–1912                            |                                      | William J. Manson                    | Conservateur                         |
| 13e                                  | 1912–1916                            |                                      | William J. Manson                    | Conservateur                         |
| 14e                                  | 1916–1920                            |                                      | John Oliver                          | Libéral                              |
| 15e                                  | 1920–1924                            |                                      | John Alexander Catherwood            | Conservateur                         |
| 16e                                  | 1924–1928                            |                                      | John Alexander Catherwood            | Conservateur                         |
| 17e                                  | 1928–1933                            |                                      | Nelson Seymour Lougheed              | Conservateur                         |
| 18e                                  | 1933–1937                            |                                      | David William Strachan               | Libéral                              |
| 19e                                  | 1937–1938                            |                                      | Frank Porter Patterson               | Conservateur                         |
| 19e                                  | 1938-1941                            |                                      | David William Strachan               | Libéral                              |
| 20e                                  | 1941–1945                            |                                      | Roderick Charles MacDonald           | Conservateur                         |
| 21e                                  | 1945–1949                            |                                      | Roderick Charles MacDonald           | Coalition                            |
| 22e                                  | 1949–1952                            |                                      | Roderick Charles MacDonald           | Coalition                            |
| 23e                                  | 1952–1953                            |                                      | Lyle Wicks                           | Créditiste                           |
| 24e                                  | 1953–1956                            |                                      | Lyle Wicks                           | Créditiste                           |
| 25e                                  | 1956–1960                            |                                      | Lyle Wicks                           | Créditiste                           |
| 26e                                  | 1960–1963                            |                                      | Dave Barrett                         | Social-démocratique                  |
| 27e                                  | 1963–1966                            |                                      | Dave Barrett                         | Néo-démocrate                        |
| 28e                                  | 1966–1969                            |                                      | George Mussallem                     | Créditiste                           |
| 29e                                  | 1969–1972                            |                                      | George Mussallem                     | Créditiste                           |
| 30e                                  | 1972–1975                            |                                      | Peter Rolston                        | Néo-démocrate                        |
| 31e                                  | 1975–1979                            |                                      | George Mussallem                     | Créditiste                           |
| 32e                                  | 1979–1983                            |                                      | George Mussallem                     | Créditiste                           |
| 33e                                  | 1983–1986                            |                                      | Forbes Charles Austin Pelton         | Créditiste                           |

1986-1991
| Législature | Années    | Député | Député                       | Parti      | Député | Député                       | Parti      |
| ----------- | --------- | ------ | ---------------------------- | ---------- | ------ | ---------------------------- | ---------- |
| 34e         | 1986–1991 |        | Forbes Charles Austin Pelton | Créditiste |        | Johann Alvin Norman Jacobsen | Créditiste |